# Dallas (Wisconsin)
Dallas is een plaats (village) in de Amerikaanse staat Wisconsin, en valt bestuurlijk gezien onder Barron County.

## Demografie
Bij de volkstelling in 2000 werd het aantal inwoners vastgesteld op 356. In 2006 is het aantal inwoners door het United States Census Bureau geschat op 348, een daling van 8 (-2,2%).

## Geografie
Volgens het United States Census Bureau beslaat de plaats een oppervlakte van 3,9 km², waarvan 3,8 km² land en 0,1 km² water. Dallas ligt op ongeveer 365 m boven zeeniveau.

## Plaatsen in de nabije omgeving
De onderstaande figuur toont nabijgelegen plaatsen in een straal van 20 km rond Dallas.